# Jasminum
Jasminum és un gènere d'arbusts de la família Oleaceae. En català hom els anomena gessamins, gesmilers o llessamins, entre d'altres variacions, per bé que popularment altres plantes no incloses en aquest tàxon reben també aquests noms. Compta amb uns dos centenars d'espècies distribuïdes essencialment pel paleàrtic. La seva distribució natural és Àsia, Àfrica i Oceania, sempre limitades a regions amb climes càlids.
L'espècie Jasminum fruticans és autòctona als Països Catalans i les seves varietats es conreen i s'utilitzen en perfumeria i jardineria. Altres espècies comercialitzades per a jardineria als països de parla catalana són entre altres J. grandiflorum, J. officinale, J. azoricum, J. sambac, J. nudiflorum, J. mesnyi i J. polyanthum.
Els gessamins són usualment arbusts sovint enfiladissos de fins a 4 metres de longitud, que creixen principalment en bioma subtropical. Tenen flors blanques o grogues campanulades i molt fragants i llargues tiges penjants de fins a 3 m d'alçada. També pot adquirir formes arbustives i de matoll. Les seves fulles són ovalades de vegades suborbicular, amb la punta molt allargada i de color verd molt intens, trifoliada, simple a la base de les branquetes, pecíol 0,5-1,5 cm; molt ornamentals en contrast amb els seus brots rosa foscos i les seves flors grogues, de 3 cm, solitàries, en brots curts axil·lars, rarament terminal; bràctees fulloses, obovades o lanceolades, de 5-10 mm. La bellesa de les seves flors fa que sigui molt utilitzada en jardineria, alhora que els seus extractes s'usen en perfumeria. Les flors poden ser solitàries o organitzades en raïms, de color blanc, groc, rosa o vermellós. molt ornamentals en contrast amb els seus brots rosa foscos i les seves flors grogues, de 3 cm, solitàries, en brots curts axil·lars, rarament terminal; bràctees fulloses, obovades o lanceolades, de 5-10 mm, envoltades de petites bràctees foliàcies. Les que són de colors tenen una forma semblant a una estrella, amb pètals més o menys arrodonits i amb un número que varia de 4 a 9; lòbuls estrets; corol·la semidoble groga, de lòbuls obtusos. Fruit esfèric, de 8 mm, negrós, parets carnoses.
La floració es registra en diferents èpoques de l'any, tot i que sol florir a la primavera i l'hivern. S'utilitza per a decoració de jardins, com a espècie en test, i també en cèrcols, glorietes o en mates aïllades i terrasses, com a planta enfiladissa. Si es cultiva en un test necessita un diàmetre de 50-60 cm i una profunditat de 60-70 cm. El terreny en què creix ha de ser ric en humus, nodrit amb adobs orgànics en pols barrejats amb 1\3 de sorra. La plantació s'efectua durant la primavera. La seva multiplicació es realitza mitjançant esqueixos llenyosos l'abril, semi-llenyosos l'agost, i per murgonar el juny.

## Usos, valors ornamentals i usos paisatgístics habituals
És important que les arrels tinguin força terreny a la seva disposició, altrament la planta creix difícilment i la floració serà força reduïda. Després d'haver fet el trasplantament es realitza una lleugera poda per mantenir ordenada la planta ja que tendeix a tenir un creixement desordenat. La seva ubicació està generalment adossada a reixes, gelosies, pèrgoles i murs. Les seves flors aromàtiques ens aporten frescor, essent un plus més per triar-les. Les flors d'aquests arbustos s'utilitzen per fer un te agradable, emprant com a base el te verd, altres espècies tenen un oli que s'utilitza en l'elaboració de perfums. Al camp de l'aromateràpia, se solen utilitzar com a afrodisíac, analgèsic, relaxant muscular i sedant. Fins i tot com a entapissant en un terra tou. Triat per la seva rusticitat per a jardins de baix manteniment i en espais públics. Planta en talussos, vores de murs de contenció, com gabions i murs de pedra utilitzats per suportar talussos i talussos.